# アニエール＝シュル＝セーヌ
アニエール＝シュル＝セーヌ （Asnières-sur-Seine）は、フランス、イル＝ド＝フランス地域圏、オー＝ド＝セーヌ県のコミューン。

## 地理
セーヌ川左岸、パリ郊外北西地点にある。かつてはセーヌ河岸の湿地帯で、19世紀終わりまでに2つの浮島が埋まってできた。
アニエールは非常に都市化されており、住宅、アパート、マンションが交互に立ち並んでいる。かつてあった古い公園は、1960年代に建設の圧力から消滅してしまった。現在の自治体庁舎近くにあるアニエール城は歴史記念物として保護区域となっている。

## 由来

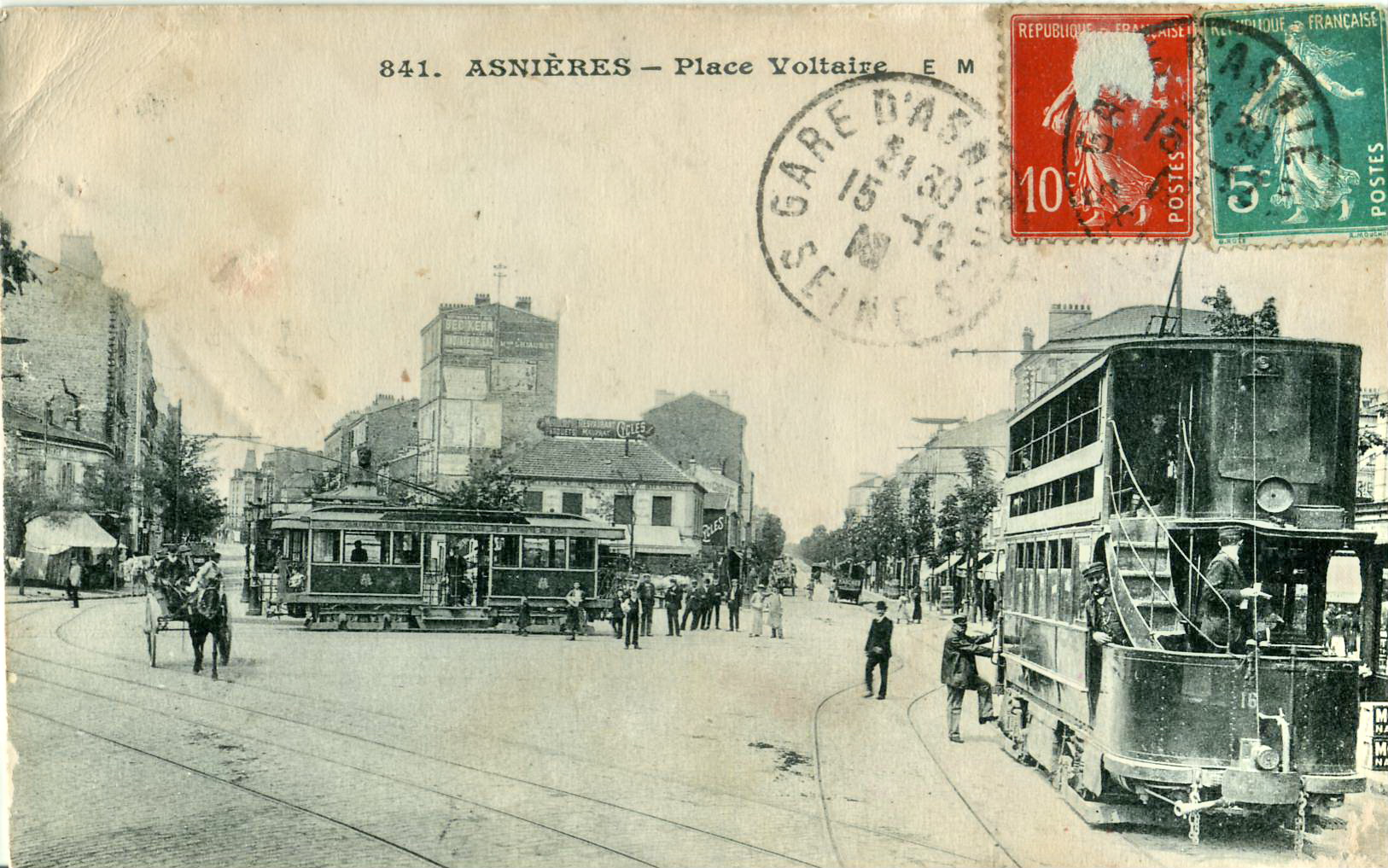
1914年頃のアニエールの絵葉書

アニエールとは、ラテン語のアシナリオエまたはアスネリオエ（asinarioe, asnerioe、種付け用ロバ）から派生している。このロバはサン＝ドニ修道院（サン＝ドニ大聖堂）の建設用に導入されていた。また、ジュヌヴィリエ平野にあるサンノワやアルジャントゥイユの製粉所から小麦粉袋を運搬するのにロバが使われたためといわれる。
1968年に現在の名となる以前は、単にアニエール、またはアニエール・サン＝マルセル（Asnières Saint-Marcel）と呼ばれていた。

## 歴史

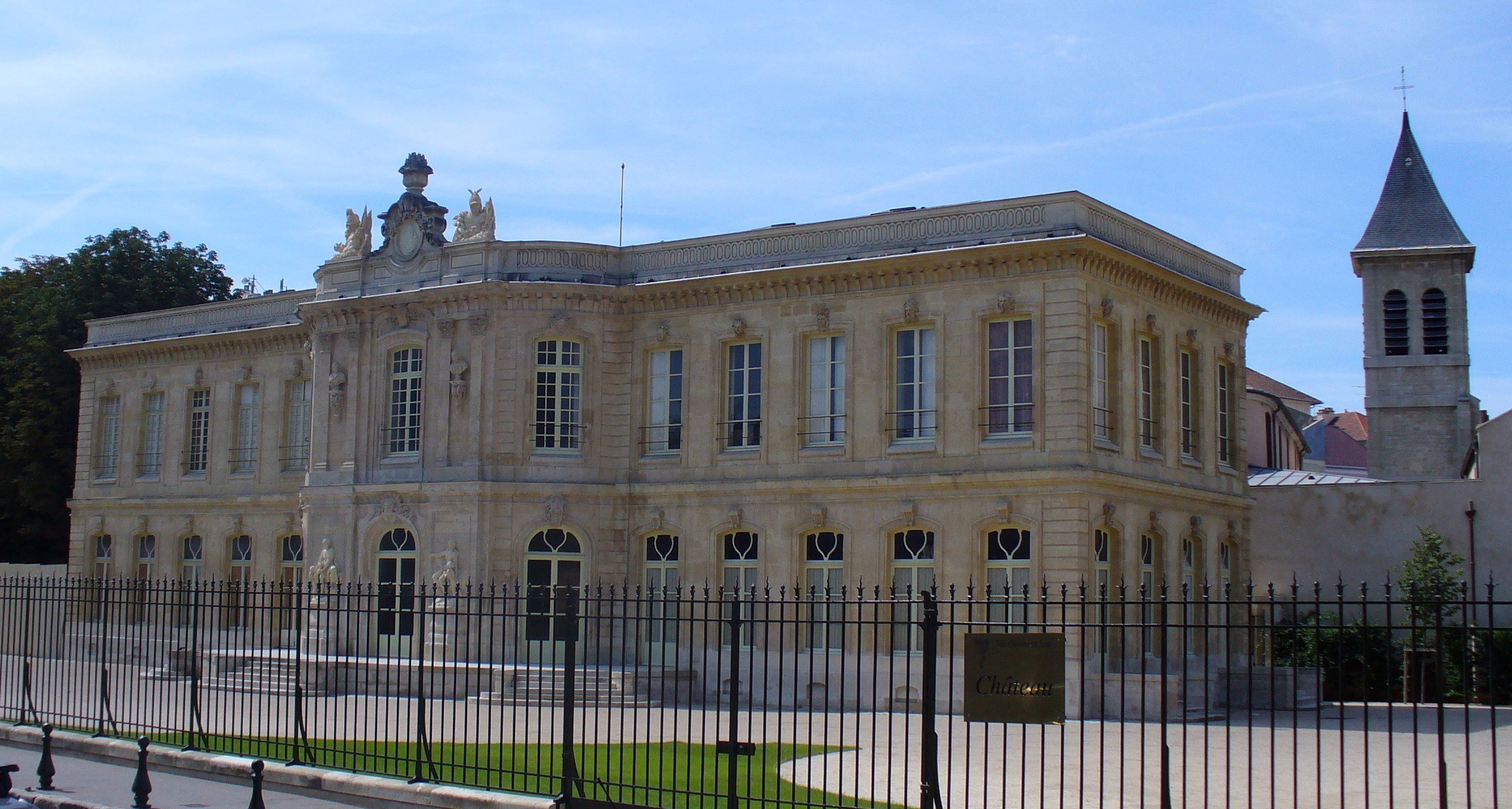
アニエール城

アニエールの歴史は、ジュヌヴィリエの歴史と同様である。
- 1158年 - ローマ教皇ハドリアヌス4世の教書にEcclesiam de Asneriis cum cimiterio （アニエールにある、墓地の付属した教会）という一節が登場する。
- 1224年 - アニエール、サン＝ドニ修道院の所有となる。
- 1518年 - 修道院付属のアニエール農場には、川港があり、渡し舟があった。
- 1837年 - 鉄道が到達
- 1860年 - ルイ・ヴィトンがアニエールに工房を設立
- 1870年 - 普仏戦争でプロイセン軍が、アニエールのセーヌ河岸にある橋を全て破壊。
- 1884年 - ジョルジュ・スーラ、『アニエールの水浴』を描く
- 1900年 - パリオリンピックの水泳競技がアニエールで行われる

## 交通
- 地下鉄 - パリメトロ13号線・ガブリエル・ペリ駅

## 姉妹都市
- シュパンダウ、ドイツ

## 著名な出身者
- アンリ・バルビュス - 作家
- ウィリアム・ギャラス - サッカー選手
- アクセル・エンガンド - サッカー選手
- ディディエ・マッソン - パイロット
- モーリス・エウィット - ヴァイオリニスト
- アンリ・シャラン - 作曲家
- ローラン・デュプイー - フィギュアスケート選手
- イヴ・アレグレ - 映画監督

## ギャラリー

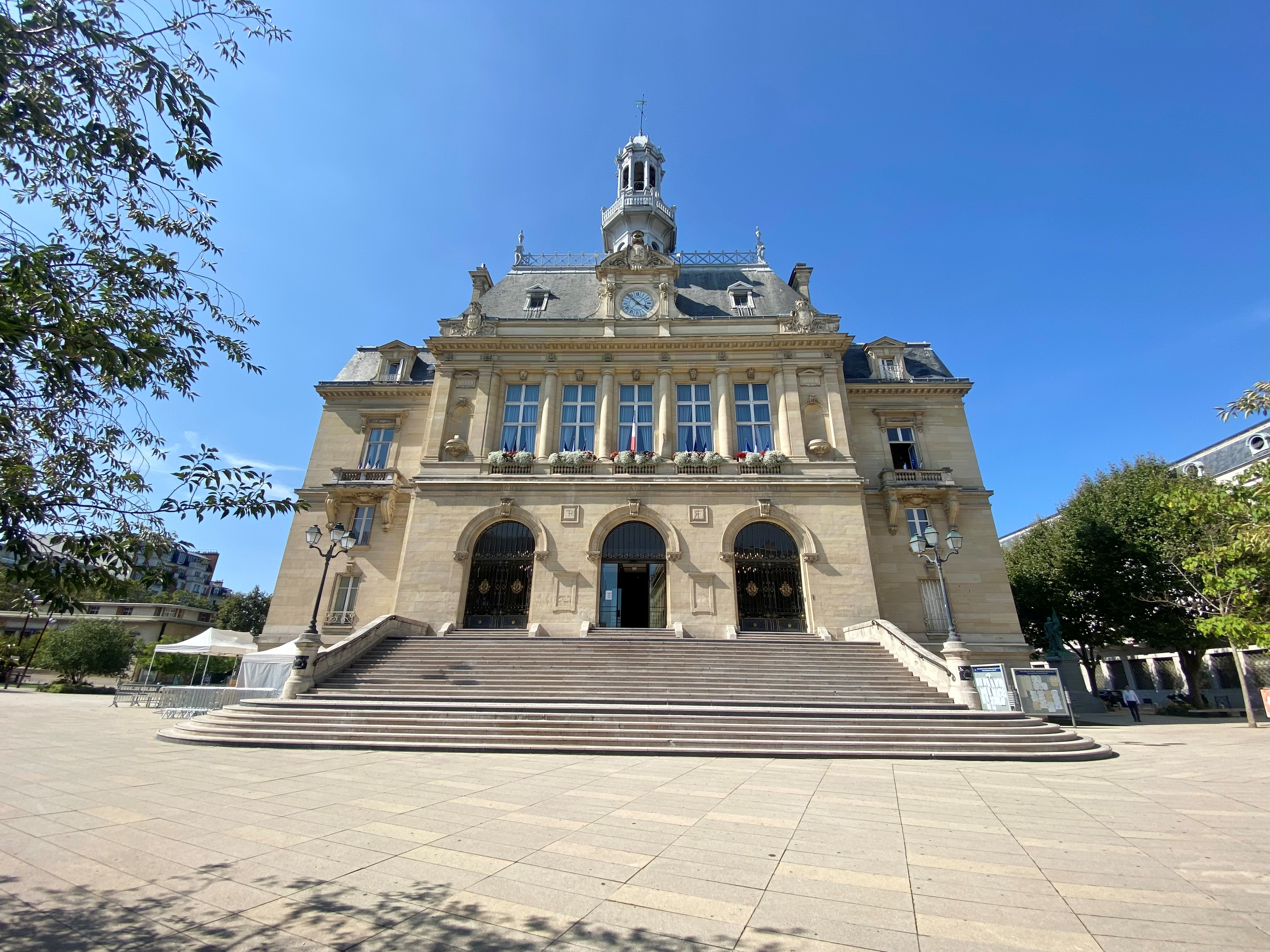
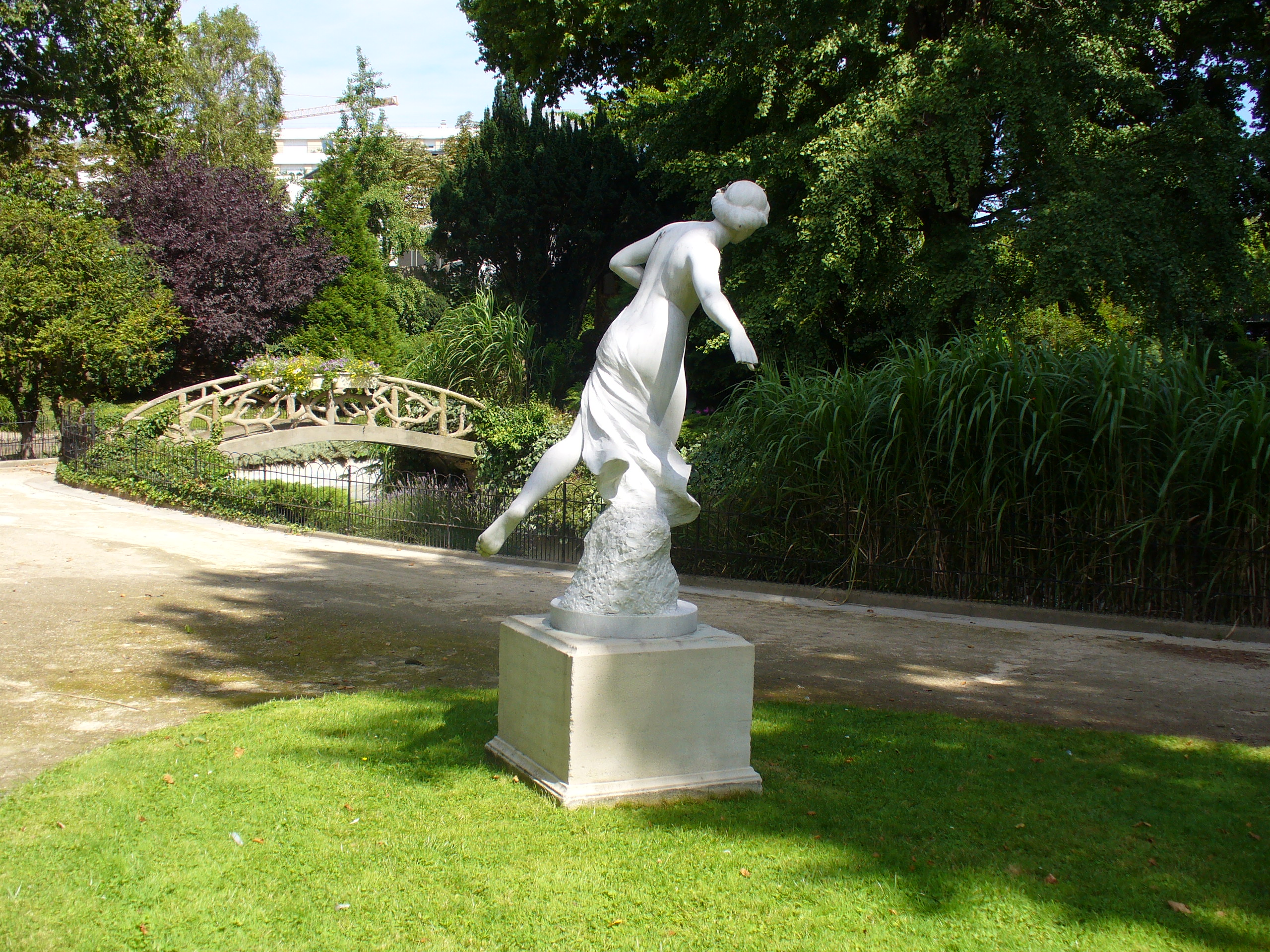
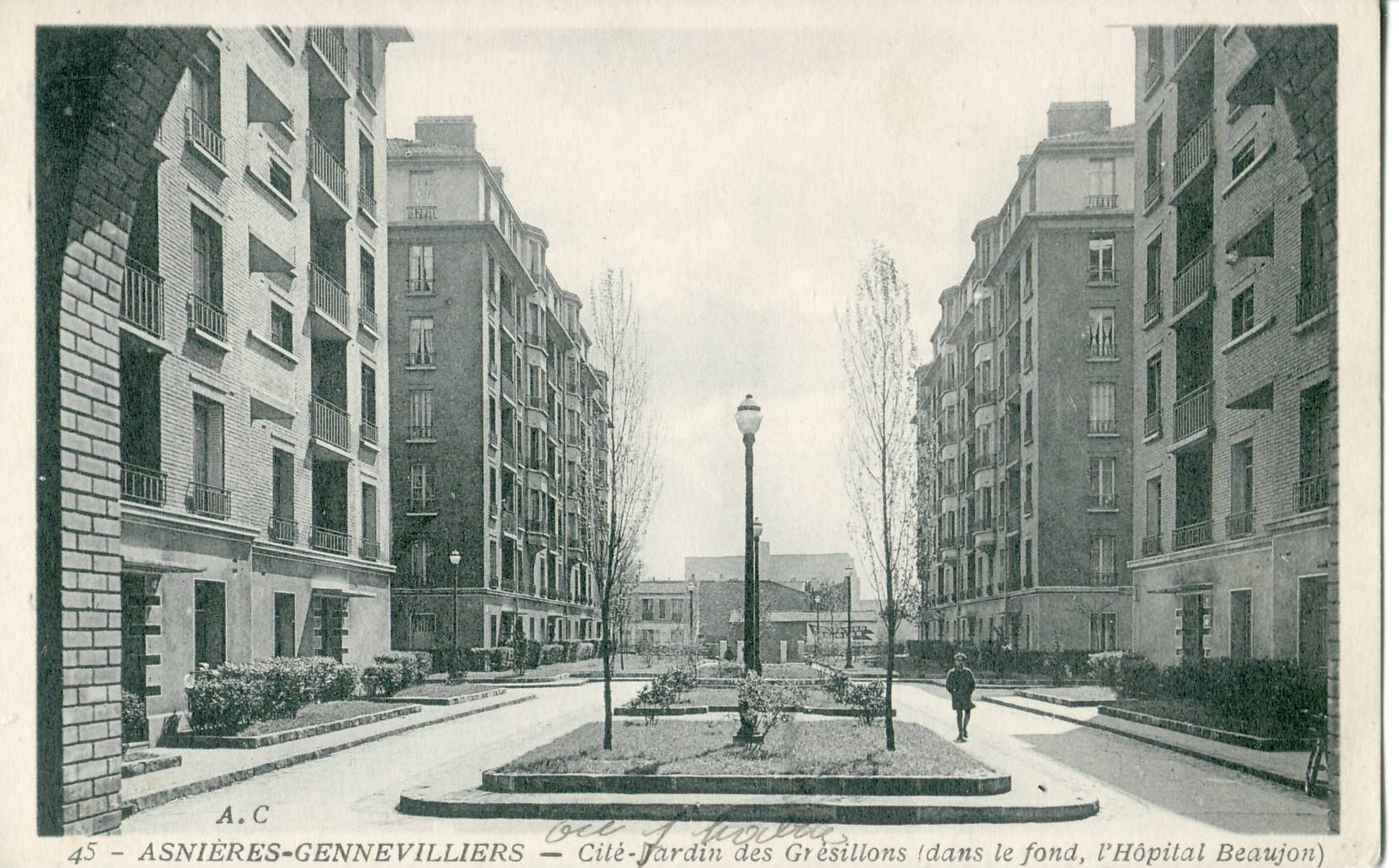
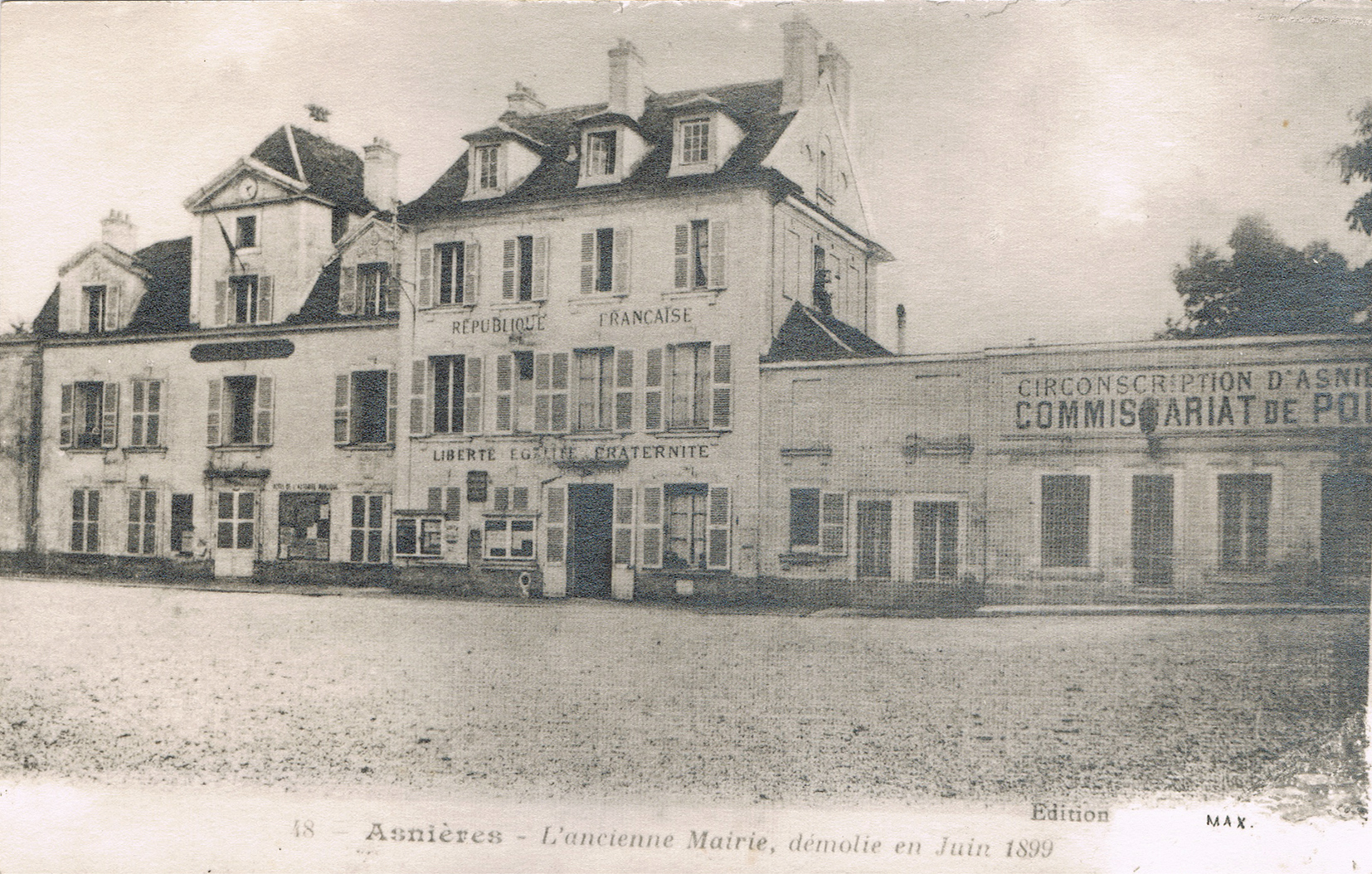
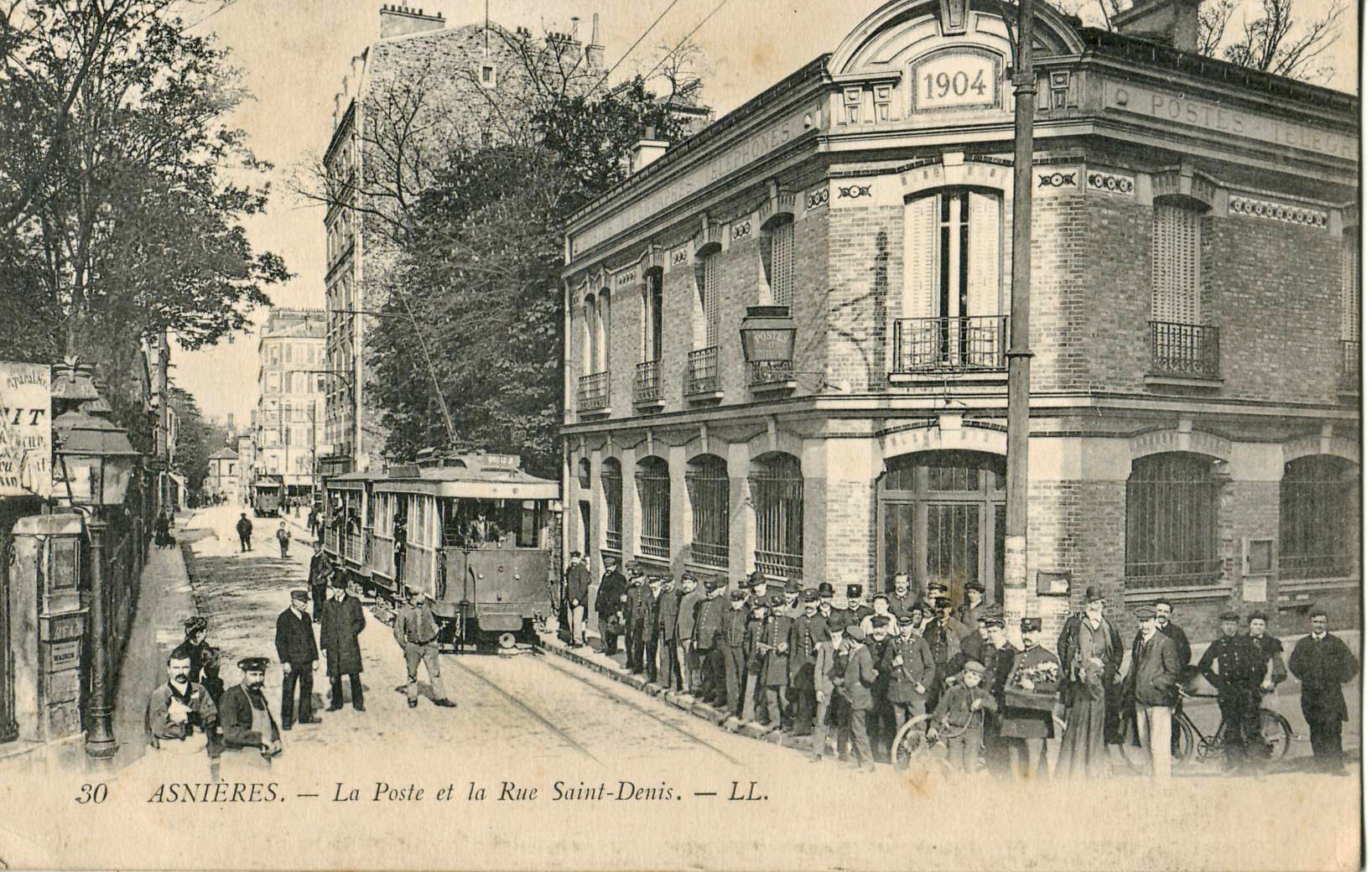
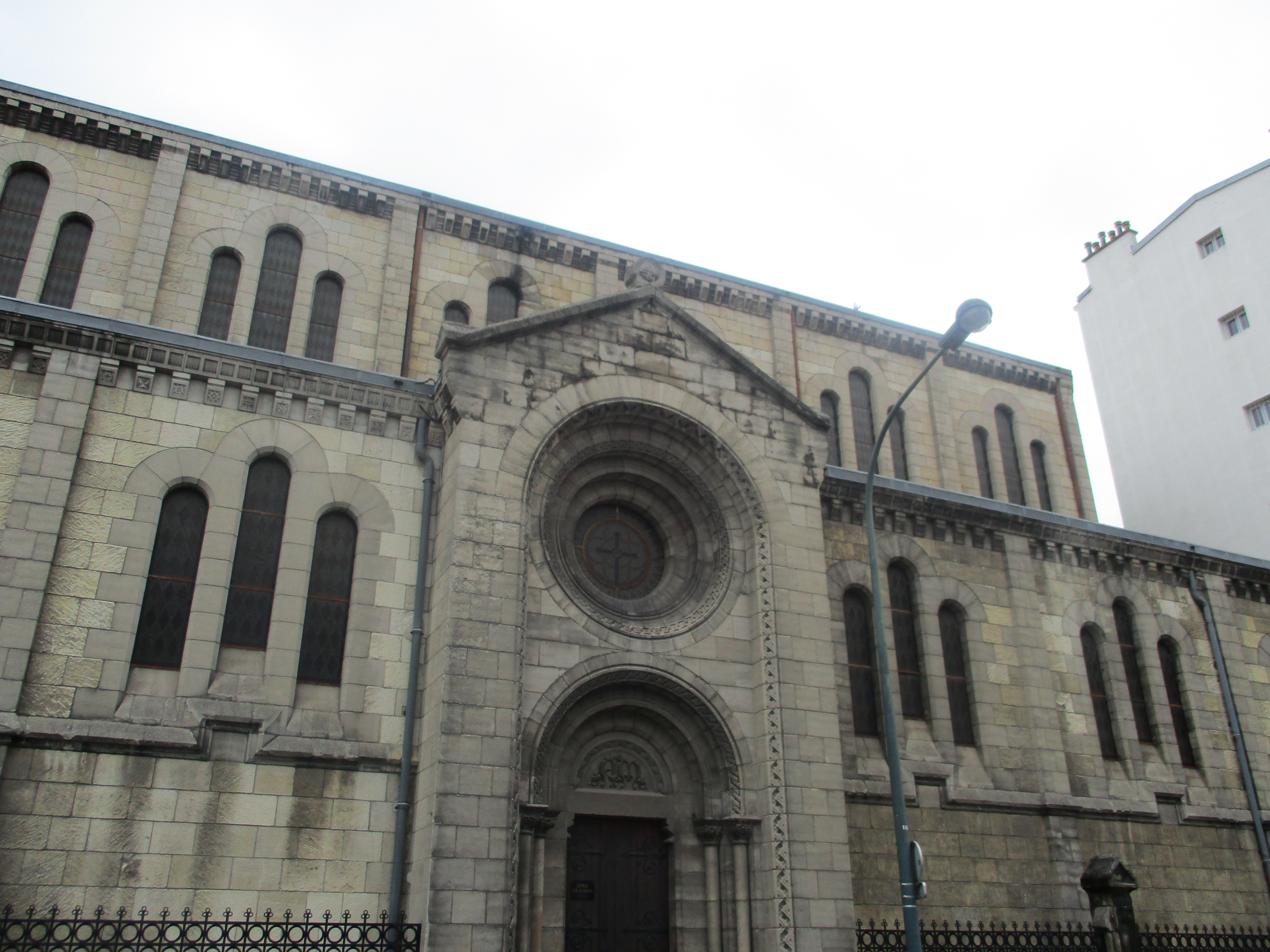